# Juan Carlos García (labdarúgó)
Juan Carlos García (Tela, 1988. március 8. – Tegucigalpa, 2018. január 8.) hondurasi válogatott labdarúgó, többek között a Wigan Athletic játékosa volt.

## Pályafutása

### Marathón
Carlos García a Marathón csapatánál kezdte pályafutását. 

### Olimpia
2010. július 12-én szabadon igazolhatóként ingyen szerződött az Olimpiához. A hondurasi élvonalban egy Hispano elleni bajnokin mutatkozott be. A Liga Nacional de Fútbol de Honduras, azaz az első osztály két döntőjét követően többen is kritizálták teljesítményét. 2010. december 11-én a Real España elleni első mérkőzésen a 78. percben kiállították, így hosszabbítást követően 2–1-re a Real nyerte az Aperturát. 2011. május 15-én a Motagua elleni döntőben előbb az ő hibájából szerzett gólt Amado Guevara, majd későbbi szakaszában öngólt vétett, csapata pedig 3-1-re elveszítette a Clausurát is.

### Wigan Athletic
2013. július 26-án García három éves szerződést kötött a Wigan Athletickel. Szeptember 24-én mutatkozott be új csapatában egy Manchester City elleni 5-0-s vereség alkalmával a Ligakupa harmadik fordulójában. García ezt követően mindössze egy bajnokin lépett pályára, a Blackburn Rovers ellen október 6-án.
2014. augusztus 10-én a CD Tenerife a szezon végéig kölcsönvette, de csak a nyitó fordulóban került be a keretbe, egy tétmérkőzésen sem lépett pályára. 2015. január 8-án visszatért Wiganhez.

### A válogatottban
2009-ben mutatkozott be a hondurasi válogatottban a 2009-es CONCACAF-aranykupa Grenada elleni csoportmérkőzésén december 12-én. Carlos Palacios helyére, csereként állt be. Részt vett a 2011-es Copa Centroamericanán, a 2011-es CONCACAF-aranykupán és a 2014-es világbajnokságon. Utóbbi tornán az Ecuador elleni 2–1-re elveszített csoportmérkőzésen lépett pályára a második félidőben június 21-én.
A válogatottban 34-szer lépett pályára. Az egyik legemlékezetesebb hozzá kapcsolható jelenet az volt, amikor a 2014-es világbajnokság selejtezőjében az ő ollózós góljának köszönhetően győzte le Honduras az Amerikai Egyesült Államok válogatottját.

### Válogatott gólja
| # | Dátum            | Helyszín                                                 | Ellenfél | Állás a gólt követően | Végeredmény | Versenysorozat                 |
| - | ---------------- | -------------------------------------------------------- | -------- | --------------------- | ----------- | ------------------------------ |
| 1 | 2013. február 6. | Estadio Olímpico Metropolitano, San Pedro Sula, Honduras | USA      | 1–1                   | 2–1         | 2014-es világbajnoki selejtező |

## Betegsége és halála
2015-ben leukémiát diagnosztizáltak nála, emiatt abba kellett hagynia a labdarúgást. 2017-re azonban hiába tűnt úgy, hogy egy csontvelő-átültetés után meggyógyult, 2018. január 8-án este 11 órakor a kiújult betegségben elhunyt.